# 达尔加夫斯
达尔加夫斯（Dærğævs）是俄罗斯北奥塞梯-阿兰共和国普里戈羅德內區的一个定居点，位于吉澤利頓河附近。

## 死亡之城

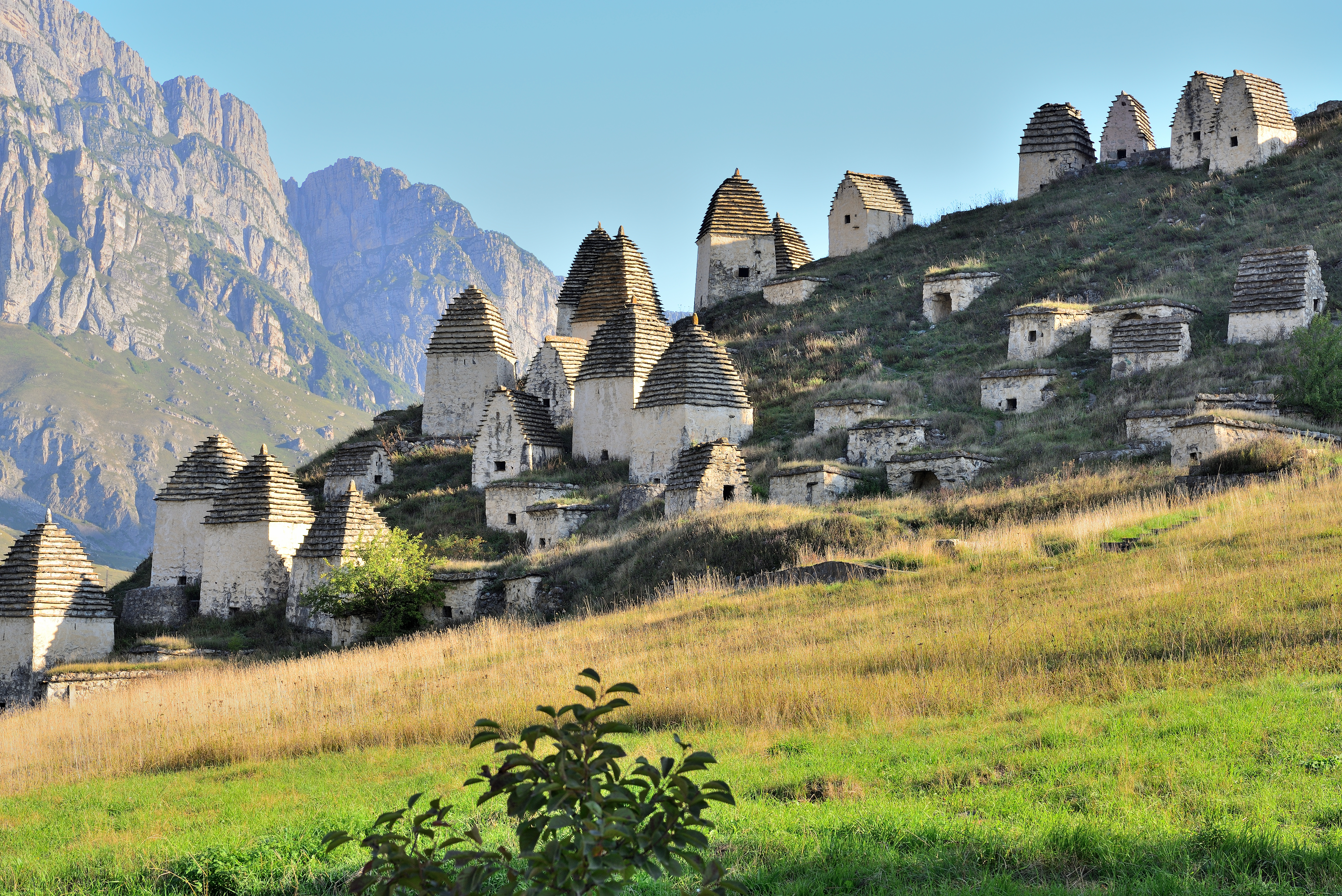
达尔加夫斯

达尔加夫斯村外有一座中世纪晚期的奥塞梯墓地，因此該地被称为“死亡之城”。 它共有99个不同的墓葬和地下墓穴。最古老的地穴可以追溯到12世纪， 不過有人認為歷史僅僅可以追溯到14世纪，有些人认为僅能追溯到16世纪。除了墓葬外，墓葬群的后面还有一座塔楼。